# Колпаков, Серафим Васильевич
Серафим Васильевич Колпаков (10 января 1933, Липецк, РСФСР — 15 ноября 2011, Москва, Россия) — советский государственный деятель, министр чёрной металлургии СССР (1985—1989) и министр металлургии СССР (1989—1991).

## Биография
Родился 10 января 1933 года в городе Липецке в семье рабочего, русский. В 1963 году окончил Московский институт стали и сплавов по специальности инженер-металлург (заочно). Доктор технических наук (1985).
- С 1947 — учащийся Липецкого горно-металлургического техникума
- С 1951 — бригадир, мастер, технолог, заместитель начальника цеха Ашинского металлургического завода Челябинской области
- С 1954 служил в Военно-морском флоте: курсант Военно-морского авиационно-технического училища
- С 1955 — механик самолёта, старшина авиаэскадрильи 997-го минно-торпедного авиаполка, сержант. Член КПСС с 1956.
- 1957—1958 — бригадир, мастер, старший мастер
- 1958—1963 — начальник плавильного отделения литейного цеха Липецкого тракторного завода
- 1963—1964 — мастер
- 1964—1966 — начальник смены, помощник начальника цеха
- 1966—1967 — заместитель начальника конвертерного цеха № 1 Новолипецкого металлургического завода, г. Липецк
- 1967—1970 — начальник конвертерного цеха № 1 Новолипецкого металлургического завода.
- 1970—1978 — директор Новолипецкого металлургического завода
- 1978—1979 — заместитель министра чёрной металлургии СССР, одновременно в 1979—1982 гг. — начальник Всесоюзного промышленного объединения металлургических предприятий
- 1982—1985 — первый заместитель министра чёрной металлургии СССР
- 1985—1989 — министр чёрной металлургии СССР
- 1989—1991 — министр металлургии СССР
- 1990—1992 — первый вице-президент Ассоциации «Перспективные материалы».

С декабря 1990 года персональный пенсионер союзного значения.
В 1991 году избран первым вице-президентом Российской инженерной академии
.
В 1992 году избран президентом Международного союза металлургов.
В ноябре 2000 года на XI съезде Российского союза промышленников и предпринимателей (РСПП) избран в состав Правления Российского союза промышленников и предпринимателей (работодателей).
В октябре 2001 года избран в состав управляющего комитета Некоммерческого партнерства (НП) «Консорциум „Русская сталь“», созданного после подписания договора между НЛМК и НТМК.
Член ЦК КПСС в 1986—1991 гг. Депутат Верховного Совета СССР 11 созыва. Член КПСС в 1956—1991 гг. Похоронен на Троекуровском кладбище.

## Награды и звания
- Орден Октябрьской Революции
- Два ордена Трудового Красного Знамени
- Дважды лауреат Государственной премии СССР (1969, 1978).
- Премия имени И. П. Бардина (за 2001 год, совместно с А. В. Ченцовым) — за цикл работ "Разработка и совершенствование технологий переработки комплексных руд по схеме «доменная печь-кислородный конвертер» с использованием математического моделирования